# Николаевский судебный процесс
Никола́евский суде́бный проце́сс — один из послевоенных советских открытых судов в отношении иностранцев, обвиняемых в совершении военных преступлений в период Второй мировой войны. Перед судом в Николаеве представили 9 германских военнослужащих во главе с генерал-лейтенантом Германом Винклером. Их (кроме подсудимого Хаппа) обвиняли в военных преступлениях, совершенных на территории Николаевской области Украинской ССР в период ее оккупации: разрушение объектов Николаева перед отступлением, массовые убийства советских военнопленных и гражданского населения (в том числе евреев и цыган), принудительный вывоз гражданского населения в Германию. Подсудимый Хапп обвинялся только в расстреле советских военнопленных в лагере в Кировограде. Подсудимый Винклер также обвинялся в преступлениях в Киеве, а подсудимый Берг также в преступлениях в Бессарабии и в Крыму. Все подсудимые были признаны виновными и осуждены: 7 человек (включая Винклера) были публично повешены в Николаеве, а двое получили каторжные работы.

## Название
«Николаевский процесс» — название, используемое в исторической литературе. В частности, такое название использует кандидат исторических наук Дмитрий Асташкин. В советских газетах 1946 года использовалось название: «Судебный процесс по делу о зверствах немецко-фашистских захватчиков в гор. Николаеве и Николаевской области». Такое же название процесс получил в обвинительном заключении.

## Предыстория

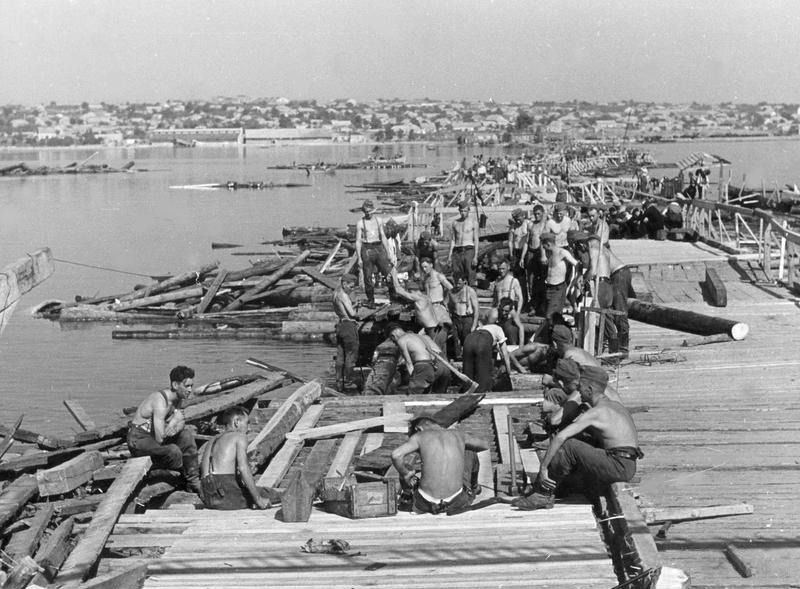
Немцы переправляются через Южный Буг у Николаева, август 1944 года

Николаев был оккупирован 16 августа 1941 года, когда в город вошли передовые части 11-й армии вермахта. Все крупные населенные пункты Николаевской области были оккупированы в период с 1 августа (Лысая гора) по 27 августа (Октябрьское) 1941 года
Летом 1941 года из Николаевской области была проведена частичная эвакуация населения. В результате население Николаева сильно сократилось. Если до войны в Николаеве проживали 167 108 человек, то к 28 мая 1942 года — только 84 213 человек.
В период оккупации территория Николаевской области была разделена в административном плане на две части:
- Генеральный округ «Николаев» в составе рейхскомиссариата Украина. Включал восточные районы Николаевской (с городом Николаевом), левобережную часть Херсонской и Кировоградскую области. Площадь генерального округа составляла 466,860 тыс. км², а население — 1 960 853 человека. Генеральный округ «Николаев» делился на 13 округов, 60 районов и три штаткомиссариата (Николаев, Херсон и Кировоград). Власть принадлежала генерал-комиссару, который был назначен непосредственно А. Гитлером;
- Губернаторство «Транснистрия» с 1941 года включало западные районы (к западу от Южного Буга) Николаевской области и находилось под румынской администрацией. 26 января 1944 года в Транснистрии была ликвидирована румынская гражданская администрация и 21 марта 1944 года вся ее территория перешла под немецкое военное управление.

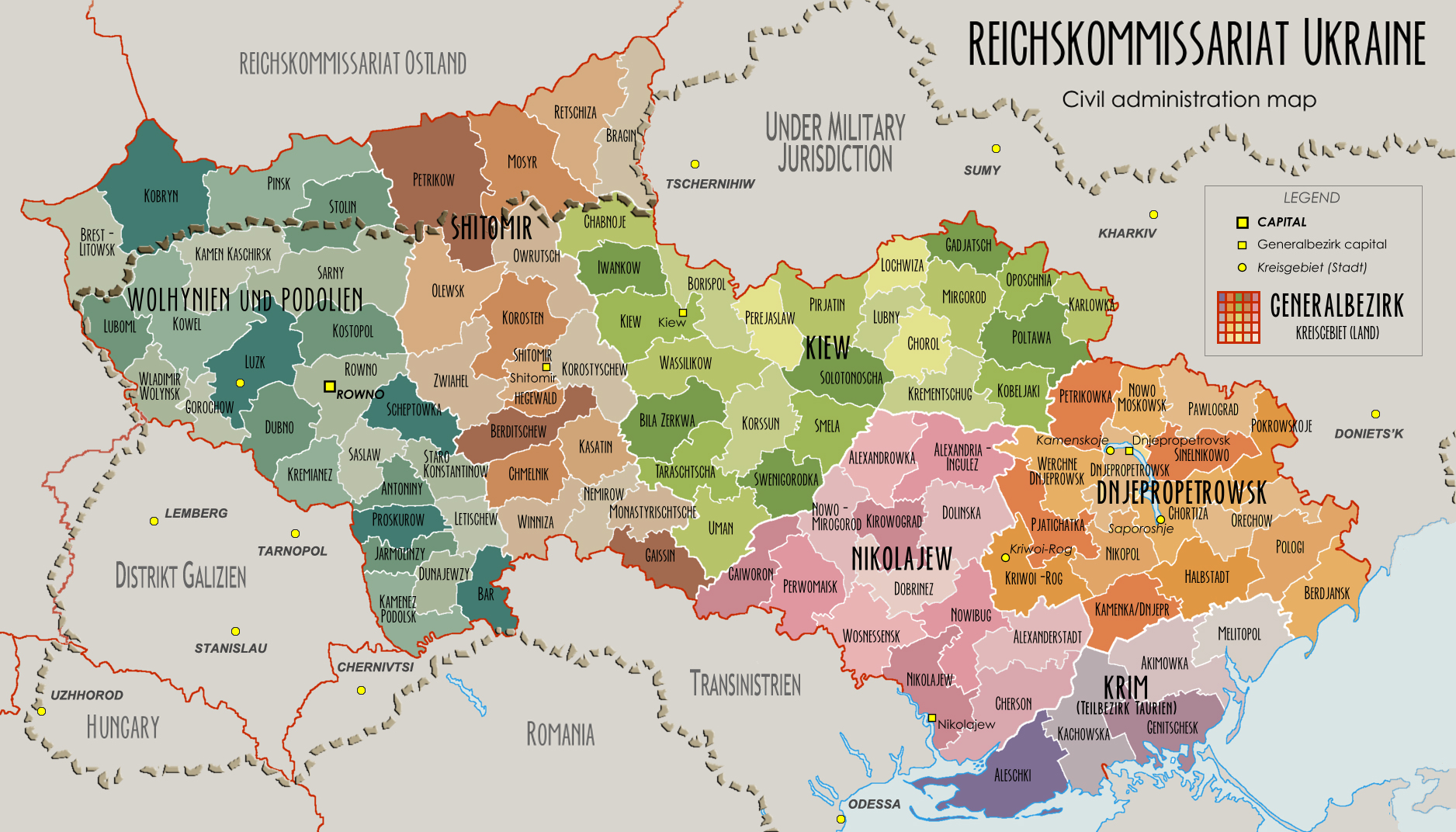
Генеральный округ «Николаев» на карте рейхскомиссариата «Украина»

Несмотря на разницу в управлении немецкие власти вмешивались также в управление Транснистрией. Во-первых, из-под румынской юрисдикции было выведено многочисленное (более 130 тысяч человек) немецкое население Транснистрии. Фольксдойче Транснистрии находились в ведении Особой команды «Р» (Sonderkommando R Russland), которая в свою очередь входила в специальную Службу по делам местных немцев (Volksdeutsche Mittelstelle, VoMi/ФоМи). Во-вторых, немецкий генерал-комиссар Николаева в последние месяцы оккупации давал румынской администрации Транснистрии обязательные указания по предоставлению определенного количества гражданских лиц на принудительные работы. Так, 25 октября 1943 года генерал-комиссар Николаева потребовал, чтобы румынская сторона немедленно предоставила 500 человек для отправки в Германию.
Тем не менее до конца 1943 года румынский оккупационный режим заметно отличался от немецкого. Это понимали жители Николаевской области. В первой половине 1943 года многие жители Николаева переправлялись через Южный Буг, чтобы избежать отправки в Германию. Большинство этих беглецов румынская жандармерия задержала в окрестностях посёлка Варваровка. Тем не менее арестованных советских граждан румынские власти не передавали немцам, а направляли в сельскохозяйственные коммуны Измаильской области.
В Николаеве до войны располагались два крупных модернизированных в 1930-е годы судостроительных завода СССР: имени 61 коммунара и имени А. Марти. На второй день после оккупации Николаева эти предприятия были объявлены собственностью Германии и переименованы: завод имени 61 коммунара — в «Северную верфь», а завод имени А. Марти — в «Южную верфь». В Николаеве создали немецкую базу на Чёрном море. Для обеспечения ее рабочей силой в окрестностях «Северной верфи» создали лагерь для военнопленных (на 30 тысяч человек) — «Шталаг-364».

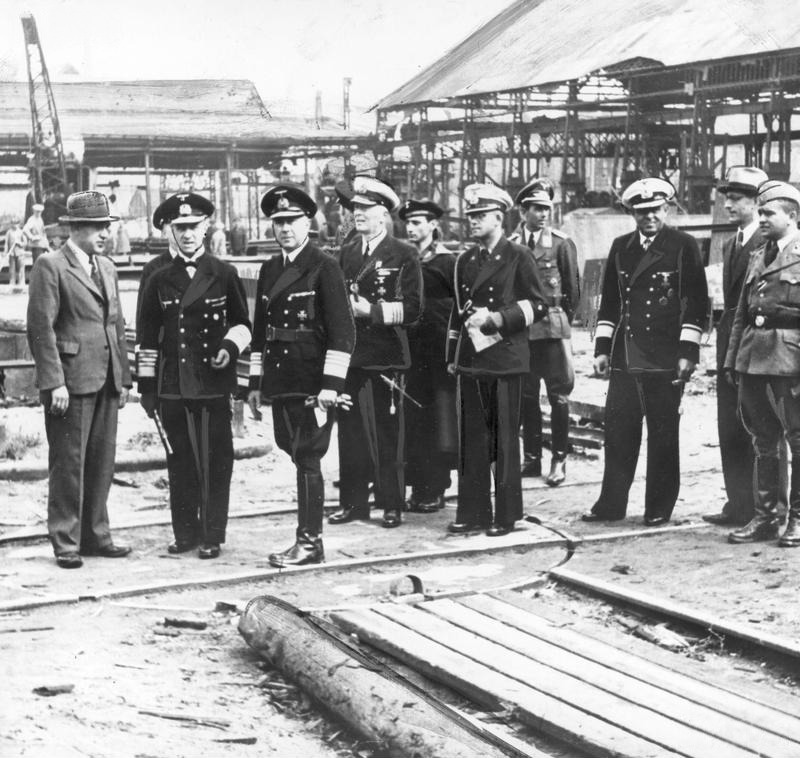
Главнокомандующий Кригсмарине гросс-адмирал Эрих Редер посещает верфь Николаева, 1942 год

Немецкие оккупационные власти приступили к восстановлению судостроительной отрасли Николаева. После повторной регистрации трудовых ресурсов (май 1942 года) всем оставшимся кадрам судостроительных заводов (включая тех, кто оказался на занятых румынами территориях), приказали вернуться к исполнению трудовых обязанностей. В конце июля 1943 года, согласно приказу № 193 николаевского генерального комиссара Э. Опперманна, все безработные женщины 1896—1926 годов рождения должны были пройти предварительный медицинский осмотр и на основе его результатов отправиться в распоряжение промышленных предприятий. Вывоз рабочей силы из Николаева в 1942—1943 годах был небольшим. Так 20 мая 1942 года около 40 рабочих «Южной верфи» собрали в помещении Русского драматического театра, где им сообщили об их переводе на судостроительные предприятия Бремена. По подсчетам историка В. В. Чернявского, 58,6 % вывезенной в 1942 году из Николаева в Германию рабочей силы составляли рабочие-специалисты.
В отношении Херсона, который не был крупным судостроительным центром, политика немецких властей была иной. Немцы вывозили трудовые ресурсы с херсонских предприятий в Германию. Так, за май 1943 года по Херсону и его округе для отправки в Германию биржа труда отозвала с производства 323 рабочих (в том числе 292 промышленных). В тот же период распространилась практика перевода рабочей силы из Херсона в Николаев.
В итоге непосредственно из Николаева были угнаны около 5 тыс. человек (6 % населения Николаева). Из Херсона за период оккупации угнали 15 тысяч человек (около 25 % населения Херсона).

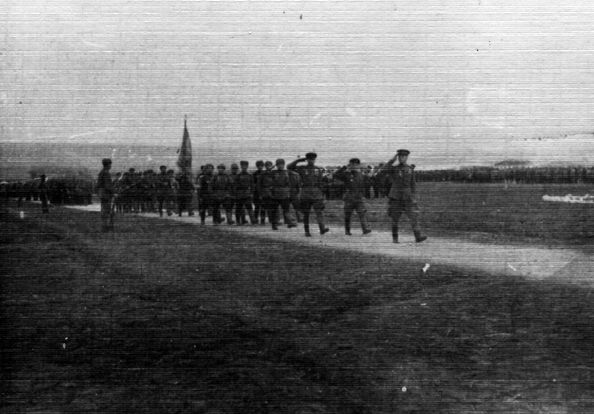
Красная армия вступает в Николаев, 28 марта 1944 года

Николаев был освобожден 26 — 28 марта 1944 года в ходе Одесской операции. Все крупные населенные пункты Николаевской области были освобождены в период с 8 марта (Новый Буг) по 31 марта (Очаков) 1944 года
Таким образом, оккупация Николаевской области продолжалась около 2,5 лет. За это время, по данным Чрезвычайной государственной комиссии, на территории Николаевской области:
- Убиты 30 699 советских военнопленных;
- Убиты 74 662 мирных жителей;
- 25 884 человек угнаны в немецкое рабство.

Историк В. В. Чернявский в 2013 году дал более высокие цифры угнанных в Германию на принудительные работы за 1942—1944 годы:
- 45 507 человек из Николаевской области;
- 37 409 человек из Херсонской области.

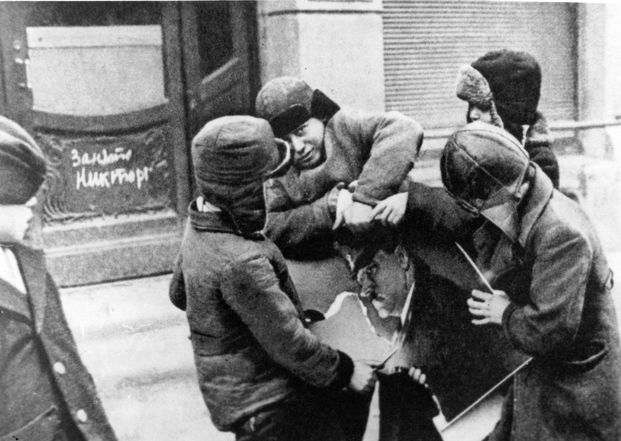
Дети рвут портрет Адольфа Гитлера после освобождения Николаева, 1944 год

Массовым был угон перед отступлением вермахта. В марте 1944 года в Румынию и Германию вывезли почти весь персонал морского порта, судостроительных и судоремонтного заводов Николаева.

## Следствие

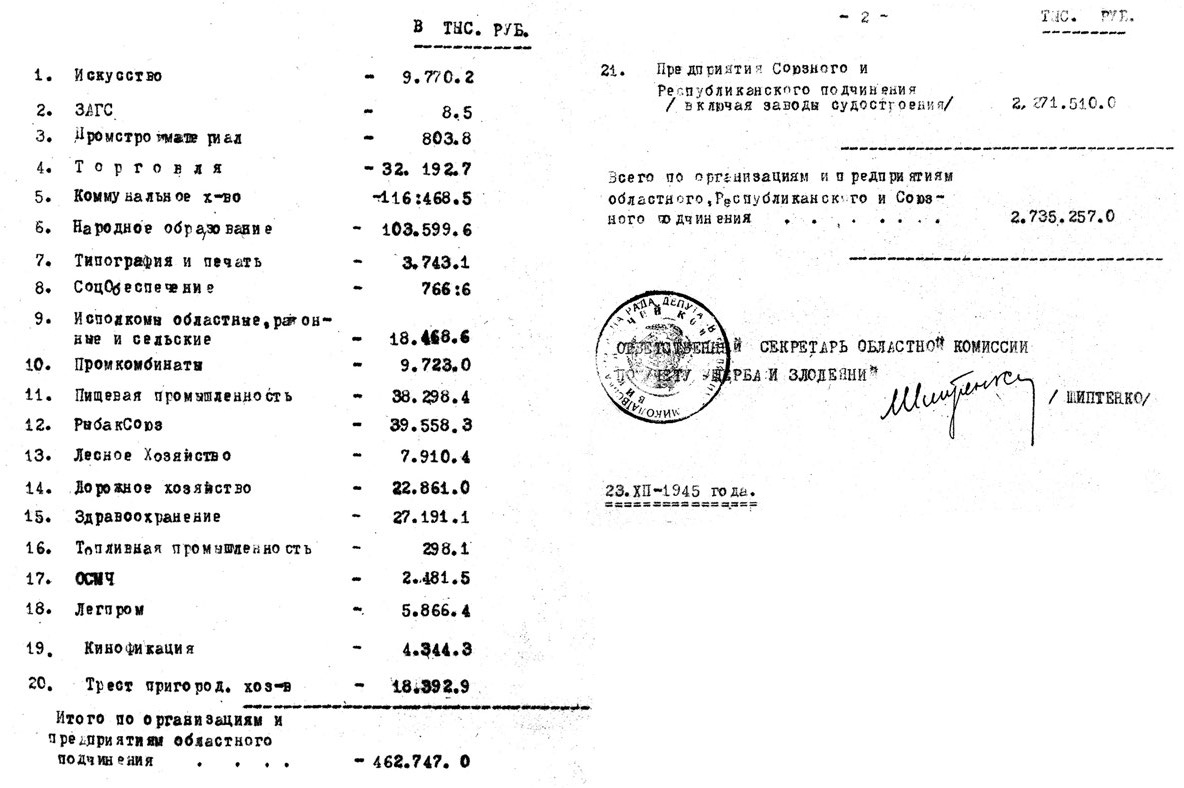
Сводная ведомость ущерба, причиненного оккупацией организациям Николаевской области. Составлена Николаевской областной комиссией, 23 декабря 1945 года

Сбор доказательств военных преступлений периода оккупации начался вскоре после освобождения Николаевской области. Уже 22 апреля 1944 года была образована Николаевская областная комиссия в составе ЧГК. Подчиненные Николаевской областной комиссии местные комиссии опрашивали свидетелей и документировали данные о числе убитых и нанесенном оккупацией материальном ущербе. Так, уже 28 апреля 1944 года был составлен акт городской комиссии по ущербу, нанесенному Николаеву.
По итогам работы областной комиссии были созданы сводные ведомости, в которых отразили ущерб, нанесенный Николаевской области за период оккупации.
21 ноября 1945 года Политбюро ЦК ВКП (б) приняло постановление о проведении открытых судебных процессов над немецкими военными преступниками в 8 городах СССР, причем следовало подготовить следственные материалы с тем, чтобы начать судебное разбирательство по этим делам не позднее 15 декабря 1945 года.
30 ноября 1945 года народным комиссарам внутренних дел и государственной безопасности В. С. Рясному и С. Р. Савченко было направлено директивное письмо за подписью С. Н. Круглова, Б. З. Кобулова и В. С. Абакумова, в котором сообщалось, что на основании «директивы органов» в Киеве и Николаеве «будут проведены открытые судебные процессы над группой изобличенных в зверствах против советских граждан бывших военнослужащих германской армии и немецких карательных органов». Письмо было зарегистрировано в секретариате НКВД Украинской ССР 3 декабря 1945 года. В письме определялось следующее:
- Сроки следствия и суда. В частности, по Николаевскому процессу следствие предполагалось завершить до 5 января 1946 года, а суд начать 10 января 1946 года;
- Председатель суда и государственный обвинитель. Для Николаевского процесса — председатель военного трибунала Одесского военного округа полковник юстиции Зонов и прокурор войск НКВД Украинского округа полковник юстиции Семашко.

В письме делался акцент на «особом политическом значении» Николаевского процесса, в связи с чем «мобилизовать все имеющиеся возможности на обеспечение высокого уровня следственной подготовки и самого судебного процесса».
«Для оказания практической помощи» из Москвы в Киев и Николаев направили группу из 10-ти человек (оперативные работники НКВД и НКГБ СССР и Главного управления СМЕРШ) во главе с начальником 1-го отдела Оперативного управления Главного управления по делам военнопленных и интернированных НКВД СССР генерал-майором Дроздова. На письме также была приписка о необходимости ознакомления с планом Хрущёва:

С настоящим письмом ознакомьте первого секретаря ЦК КП(б) Украины.
После получения письма весь объем оперативно-следственной и агентурной работы по подготовке Киевского и Николаевского процессов был возложен на оперативный отдел Управления по делам военнопленных и интернированных НКВД Украинской ССР во главе с полковником Хоруженко и командированным генерал-майором Дроздовым.
В телеграмме начальнику Оперативного управления Главного управления по делам военнопленных и интернированных НКВД СССР (отправлена из Киева 9 декабря 1945 года за подписью заместителя народного комиссара внутренних дел Украинской ССР Лобуренко) сообщалось о подготовке процесса следующее:

...Для успешной организации проведения следствия и подготовки судебного процесса в г. Николаеве из разных областей Украины мобилизованы и направлены 10 переводчиков и 8 оперативных работников, кроме прибывших из Москвы и выделенных на месте. Все арестованные и свидетели, подлежащие этапированию в Николаев, прибыли и размещены в тюрьме, а свидетели в лагере. Дроздов 9-го декабря выезжает в Николаев...
Изначально планировалось предать суду 10 военнопленных. Однако затем 10-го обвиняемого Рихарда Бартмуса (служил с ноября 1941 года по ноябрь 1942 года в охранной полиции Николаева) в ходе следствия заменили на чиновника Николаевской жандармерии Фотта. Народный комиссар внутренних дел В. С. Рясной объяснял эту замену ЦК КП(б) Украинской ССР недостатком доказательств:

...Вместо намеченного ранее Бартмуса в число предаваемых суду включен бывший чиновник Николаевской жандармерии Фотт... Бартмус на открытом судебном процессе будет использован как свидетель, а впоследствии будет предан суду... в закрытом судебном заседании. Это вызвано тем, что в отношении Бартмуса имеется значительно меньше материалов о его преступной деятельности...
Впрочем, Фотт также не оказался в числе подсудимых Николаевского процесса, которых в итоге было 9. В ходе следствия были допрошены более 100 свидетелей, проведены экспертизы и очные ставки. 21 декабря 1945 года Лобуренко телеграфировал Круглову о ходе следствия:

...Оперативно-следственные группы развернули работу по допросам арестованных, свидетелей и сбору документальных данных. Основные обвиняемые — Винклер, Шмале, Кандлер, Михель, Санднер — дали показания о совершенных ими преступлениях. Независимо от этого их преступная деятельность подтверждена свидетелями и документами... По состоянию на 20 декабря допрошено свыше 100 свидетелей... Следствие будет закончено к 1 января 1946 г. и дела будут сданы Прокуратуре своевременно...

## Состав суда
Дело рассматривал военный трибунал Одесского военного округа в составе:
- Председатель: А. С. Зонов, полковник юстиции;
- Члены суда: Михно (полковник юстиции) и Мешев (подполковник юстиции).

## Подсудимые и предъявленные им обвинения

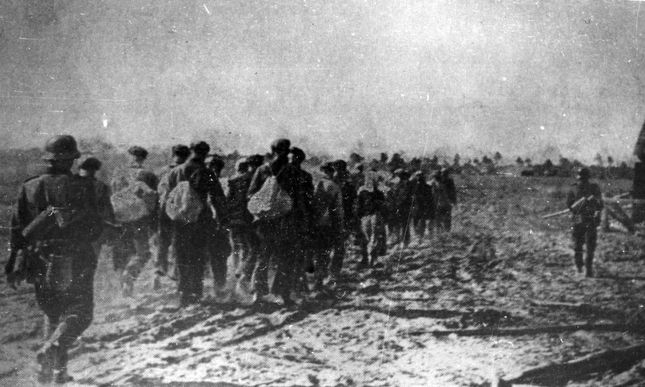
Угон жителей Николаевской области в Германию, 1943 год

Перед судом предстали 9 немецких военнослужащих (включая одного 1 эсэсовца):
- Герман Винклер, 1888 года рождения, генерал-лейтенант, военный комендант Николаева. Угонял население в немецкое рабство (в том числе 3000 квалифицированных рабочих), руководил разрушением зданий и сгонял жителей на оборонительные работы. В марте 1944 года Винклер издал приказ о том, что все граждане, сопротивляющиеся угону в Германию, будут объявлены партизанами и расстреляны;
- Ганс Санднер, 1915 года рождения, оберштурмфюрер СС, начальник управления полиции безопасности и СД в Николаеве. В сентябре 1941 года расстрелял в Киеве около 1000 человек. С ноября 1941 года занимался убийствами в Николаеве: участвовал в убийстве 200 пациентов лечебницы, приказал расстрелять 20 врачей и 22 члена их семей. Санднер в декабре 1941 года приказал карателям расстрелять 54 человека в селе Ново‑Александровка Баштанского района. Приказал расстрелять 200 человек в лагере для военнопленных в районе Николаева, обвинялся в массовом применении пыток и истязаний, а также в поголовном уничтожении евреев и цыган;
- Макс Людвиг Бютнер, 1904 года рождения, майор, начальник управления жандармерии генерального округа «Николаев». Во время отступления немцев из Николаева отправил домой 16 ящиков награбленного имущества (мануфактура, обувь, продовольствие и картина из Николаевского художественного музея), приказал подчиненным проводить репрессии в 13 жандармских округах, лично участвовал в карательных экспедициях в Николаевской области. По приказу Бютнера в Николаеве были арестованы 1500 человек, из них треть была уничтожена органами СД. Николаевская жандармерия во исполнение приказов Бютнера угнала в Германию около 50 000 советских людей;
- Фриц Кандлер, 1897 года рождения, капитан, начальник жандармерии Херсона. По приказу Кандлера проводили массовые облавы, пойманных либо уничтожали органы СД, либо отправляли в немецкое рабство. Всего жандармы Херсонского округа угнали более 8 тысяч граждан;
- Рудольф Михель, майор начальник жандармерии Березнеговатского района Николаевской области. Участвовал в расстрелах, пытках и арестах. Угнал в Германию более тысячи человек;
- Франц Витцлеб, 1900 года рождения, майор, начальник охранной полиции Николаева. Лично участвовал в повешении 10 советских граждан. Подчиненная ему охранная полиция насильно угнала в Германию 10 000 человек. Сопротивлявшихся избивали и расстреливали;
- Генрих Шмале, 1893 года рождения, капитан, заместитель начальника охранной полиции Николаева. Помогал проводить облавы и расстреливать пойманных, сжигать дома. В августе 1943 года Шмале выезжал с карательной экспедицией Бютнера;
- Роберт Берг, 1913 года рождения, фельдфебель полевой жандармерии. Лично участвовал в пытках и расстрелах мирных граждан в Бендерах, Очакове (участие в повешении 3 человек), Николаеве (участие в расстреле 28 рабочих), Симферополе (расстрел 11 военнопленных), Бахчисарае, Севастополе (участие в расстреле 18 человек, включая детей) и иных городах;
- Йоганн Хапп, 1913 года рождения, обер-ефрейтор 783-го охранного батальона.

Некоторые подсудимые обвинялись в преступлениях не только на территории Николаевской области. Герман Винклер также совершил преступления в Киеве, а Роберт Берг — в Крыму и Бессарабии. В районе Бендер в июле 1941 года Берг участвовал в расстреле 16 тысяч советских граждан. Также Берг в январе 1943 года при отступлении немцев с Кубани участвовал в уничтожении населённых пунктов и в расстреле 16 советских военнопленных. Бютнер также руководил с октября 1942 года по июнь 1943 года жандармерией в Луцке, которая в этот период, по признанию Бютнера, расстреляла до 1 тысячи человек и сожгла 15 населённых пунктов. Подсудимый Хапп был обвинён только в преступлении вне Николаевской области: в июне - августе 1942 года Хапп участвовал в массовом расстреле советских военнопленных в Кировограде, где лично расстрелял 20 человек.
По национальности 7 подсудимых были немцами. Франц Кандлер был австрийцем из Штоккерау. 4 подсудимых были членами НСДАП: Витцлеб, Санднер (с 1933 года), Бютнер (с 1933 года) и Шмале (с 1937 года).

## Государственный обвинитель
Государственное обвинение поддерживал И. Ф. Семашко.

## Предъявленные обвинения
Всех обвиняемых судили по указу Президиума Верховного совета СССР от 19 апреля 1943 года.

## Доказательства вины и свидетели обвинения
На Николаевском процессе были допрошены свидетели и исследован ряд документов.

## Линия защиты
Все подсудимые (кроме Г. Шмале) признали вину во вменяемых им преступлениях. При этом Г. Санднер и Р. Берг дали подробные показания.
Обвиняемым предоставили 5 адвокатов:
- Деритерский;
- Белостоцкий;
- Степаненко;
- Быков;
- Петинцев.

Адвокат Белостоцкий говорил, что Кандлер австриец и не был даже представлен к награде за свои преступления. Адвокат Быков предложил считать Хаппа автоматом, «не имевшим права думать, чувствовать».

## Зал судебного заседания

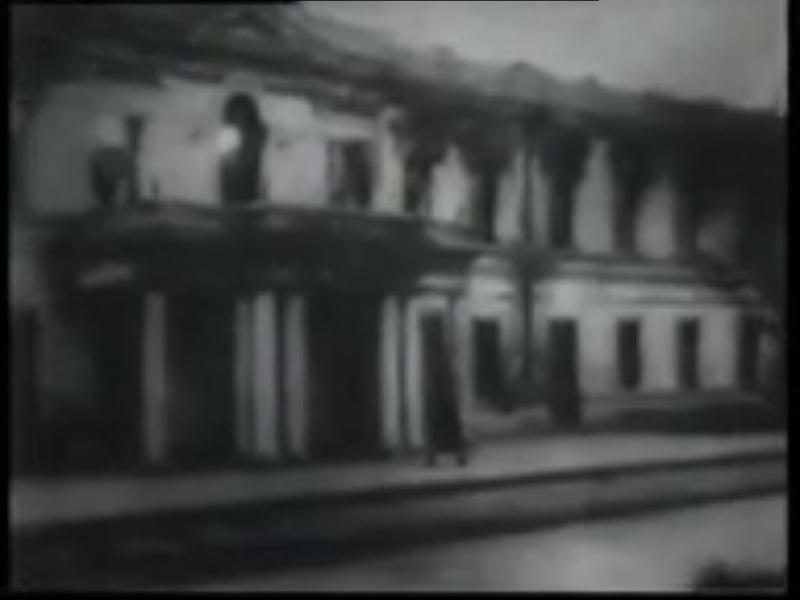
Разрушенный театр Николаева (кадр из кинохроники 1944 года)

Суд проходил в восстановленном (разрушен по приказу подсудимого Г. Винклера) областном театре им. Чкалова. В зале собралось около 600 зрителей из всей Николаевской области. В докладе НКВД Украинской ССР руководству Украины было отмечено, что в первый день процесса в зале суда было «свыше 600 человек трудящихся города и сельских районов, а также партийно-советский актив и военные работники».
Подсудимых охраняли военнослужащие конвойного полка НКВД, экипированные как красноармейцы. Было усилено патрулирование улиц Николаева.

## Приговор
17 января 1946 года в 13:00 был оглашен приговор: все подсудимые признаны виновными. 7 осужденных (во главе с Винклером) приговорены к повешению. Австриец Ф. Кандлер и обер-ефрейтор Й. Хапп получили по 20 лет каторги.

## Приведение приговора в исполнение
17 января 1946 года приговор был приведен в исполнение — приговоренные к смертной казни в 17:00 были публично повешены на Базарной площади Николаева. На казни присутствовали, по данным Управления НКВД по Николаевской области, от 65 тысяч до 70 тысяч человек. Трупы казненных висели два дня — 18 и 19 января 1946 года.

## Освещение процесса в СМИ
Процесс освещался в центральной советской прессе — газетах «Правда» и «Известия Советов депутатов трудящихся СССР». Также заседания транслировались по городскому радио и освещались в местных газетах («Бугская заря» и «Пiвденна правда»). Процесс снимали три кинооператора — делали документальный фильм.
Иногда сообщения о Николаевском процессе публиковали на одной полосе с сообщениями о судах над военными преступниками в СССР и других странах. В частности, 18 января 1946 года на одной полосе «Известий» были опубликованы сообщения о Минском и Николаевском процессах, а также рассказывалось как проходит «Процесс предателей чехословацкого народа в Праге».
18 января 1946 года «Правда» на одной полосе поместила сообщения о Киевском, Минской и Николаевском процесса, процессах над японскими преступниками в Маниле (генерал Хомма, обвинялся в жестоком обращении с американскими и филиппинскими военнопленными) и Иокогаме (капитан Каини Хираци).

Сообщения газеты «Правда» о Николаевском судебном процессе (1946)
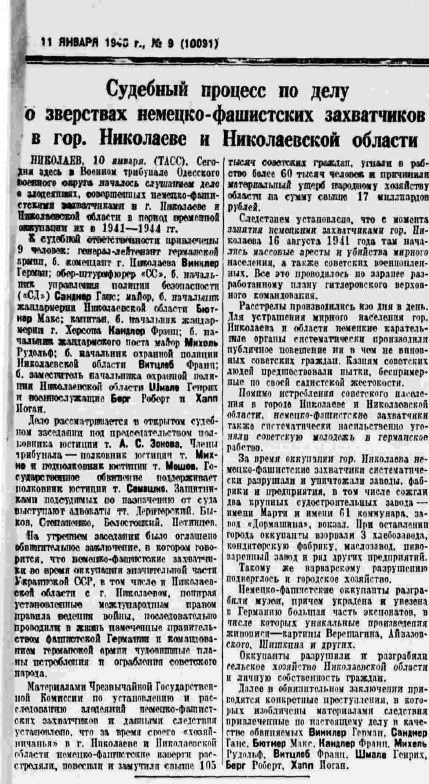
Заседание 10 января 1946 года
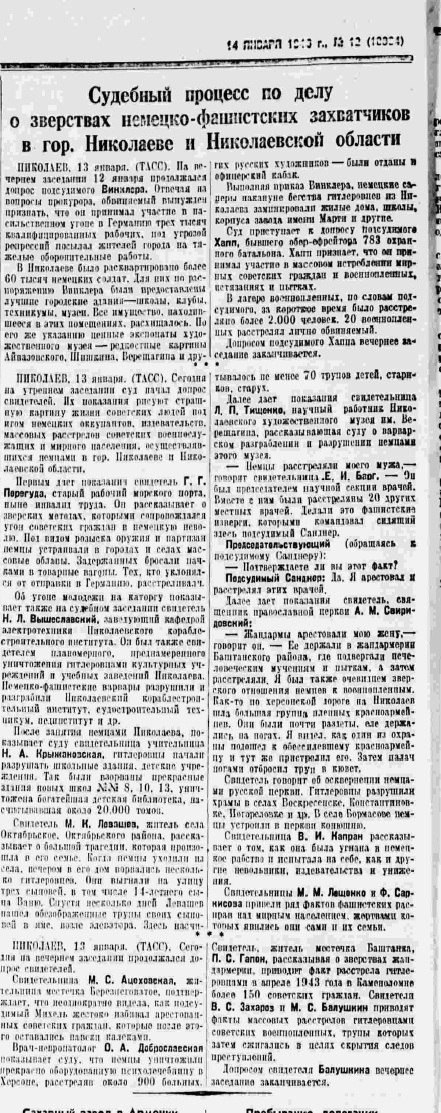
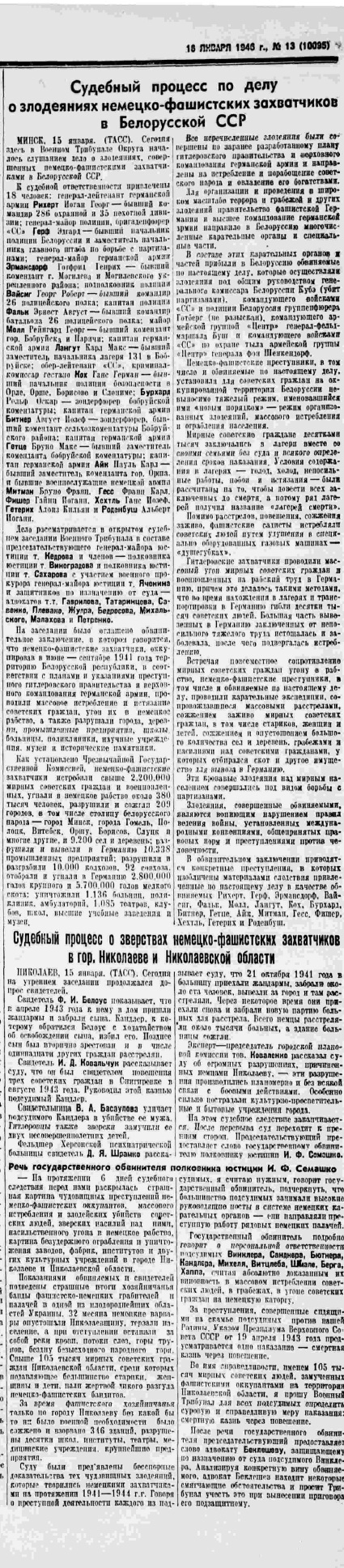
Заседания 11 и 12 января 1946 года
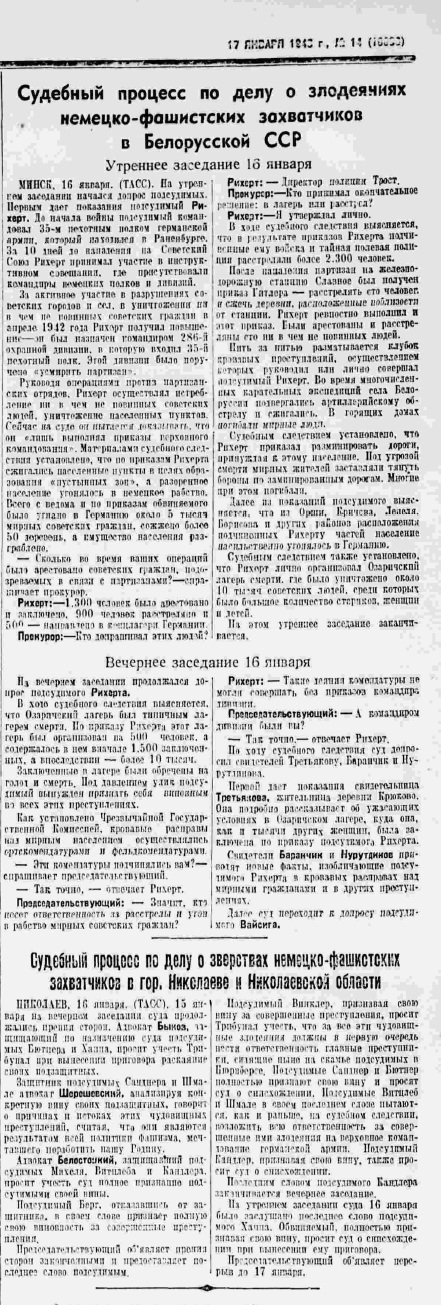
Заседание 15 января 1946 года
- Заседание 16 января 1946 года
- Заседание 17 января 1946 года

## Отношение советских граждан к процессу
Жители Николаева в целом поддерживали процесс. Лобуренко, отчитываясь о первом дне Николаевского процесса, сообщал:

Граждане, присутствующие в зале судебного заседания, высказывают пожелания о применении к преступникам самого сурового наказания…
Начальник Управления НКВД Николаевской области полковник Хоруженко в докладной записке Рясному (отправлена 16 января 1946 года) сообщал:

С нетерпением трудящимися города Николаева ожидается приговор Военного Трибунала над немецкими преступниками. «Ведь это же самое справедливое возмездие над карателями, другого решения суда мы не ждем…», — заявляли присутствующие на процессе по поводу речи государственного обвинителя, требовавшего для обвиняемых смертной казни через повешение...
Сохранились донесения информаторов НКВД (отраженные в докладной записке от 16 января 1946 года) о высказываниях советских граждан с требованием более жестокой казни для осужденных Николаевского процесса: «здесь же, на суде, поставить две лебедки, одну ногу привязать к одной лебедке, другую — к другой и рвать звероподобных на куски», «я бы посадила этих зверей в клетку, возила бы по городу и вилами колола в глаза, а потом дала бы на растерзание собакам».
Были также зафиксированы высказывания граждан со словами сочувствия к осужденным, оправдания их действий исполнением приказов. В частности, юрист 1-й юридической консультации Аполлинария Камша говорила:

...Зачем устроили этот процесс, масса из-за этого волнуется. Немцы вешали и расстреливали, и наши то же самое делают... На процессе рисуют немцев зверями, что они якобы вешали, убивали, производили обыски и т. д., однако в действительности этого не было. А вообще они только в пьяном виде преследовали советских граждан, а когда были трезвые, никого не трогали...
Павел Кирюхин, который в период оккупации работал мастером николаевского завода № 444, говорил:

... Сидящие на скамье подсудимых невиновны, они только исполняли волю высшего начальства. Судить их не за что...
Актриса театра кукол Мария Семилет говорила о казни:

Не ходила и не пойду, я имела желание посмотреть их живыми, но мертвых смотреть не хочу. Бедные люди... Разве их можно сравнить с нашими. Все немецкие начальники в период оккупации были такие добрые и отзывчивые. Я сама лично обращалась к ним за помощью и всегда получала удовлетворение...
Знакомая Семилет Мария Прокофьева говорила о казни:

Я видела как приговор приводили в исполнение, и все они, повешенные, молодцы, держали себя с достоинством, а самый главный Сандлер сам голову продел в петлю, не ждал, чтобы ему одевали...